# 백경 (1956년 영화)
백경(Moby Dick)은 미국에서 제작된 존 휴스턴 감독의 1956년 모험, 드라마 영화이다. 허먼 멜빌의 소설 《모비딕》을 바탕으로 제작되었다. 그레고리 펙 등이 주연으로 출연하였고 존 휴스턴 등이 제작에 참여하였다.

## 출연

### 주연
- 그레고리 펙

### 조연
- 리차드 베이스하트
- 리오 겐

## 제작진
- 원작자: 허먼 멜빌
- 협력프로듀서: 잭 클레이튼
- 미술: 랠프 W. 브린톤
- 미술: 스티븐 B. 그림스
- 의상: 엘리자베스 하펜든